# Belichtungsumfang
In der Fotografie bezeichnet Belichtungsumfang den Unterschied zwischen dem hellsten und dem dunkelsten Bereich eines Motivs, den ein Filmtyp noch wiedergeben kann.
Wird der Belichtungsumfang vom Motiv überschritten, so wird der hellste Bereich nur noch undifferenziert Weiß, und/oder der dunkelste Bereich nur noch undifferenziert Schwarz wiedergegeben, d. h. die hellsten und/oder dunkelsten Stellen im Bild weisen keine Zeichnung mehr auf.
Der Belichtungsumfang wird normalerweise in der Einheit „Blendenstufen“ angegeben. 
Diafilme haben einen geringen Belichtungsumfang von etwa vier bis sechs Blendenstufen. Negativfilme haben einen wesentlich höheren Belichtungsumfang und können zehn bis zwölf Blendenstufen erreichen, wobei Schwarz-Weiß-Negative in der Regel einen größeren Belichtungsumfang aufweisen als Farbnegative und können bis zu vierzehn Blendenstufen erreichen. Fotopapier hingegen erreicht nur einen geringeren Belichtungsumfang von fünf bis sechs Blendenstufen. Der Sensor einer guten Digitalkamera schafft heute etwa neun bis zehn Blendenstufen, Profimodelle erreichen auch bis zu sechzehn Blendenstufen.
Um die durch den Belichtungsumfang gesetzten Grenzen der Darstellbarkeit zu erweitern, werden Techniken wie High Dynamic Range genutzt.